# Josef Muchitsch

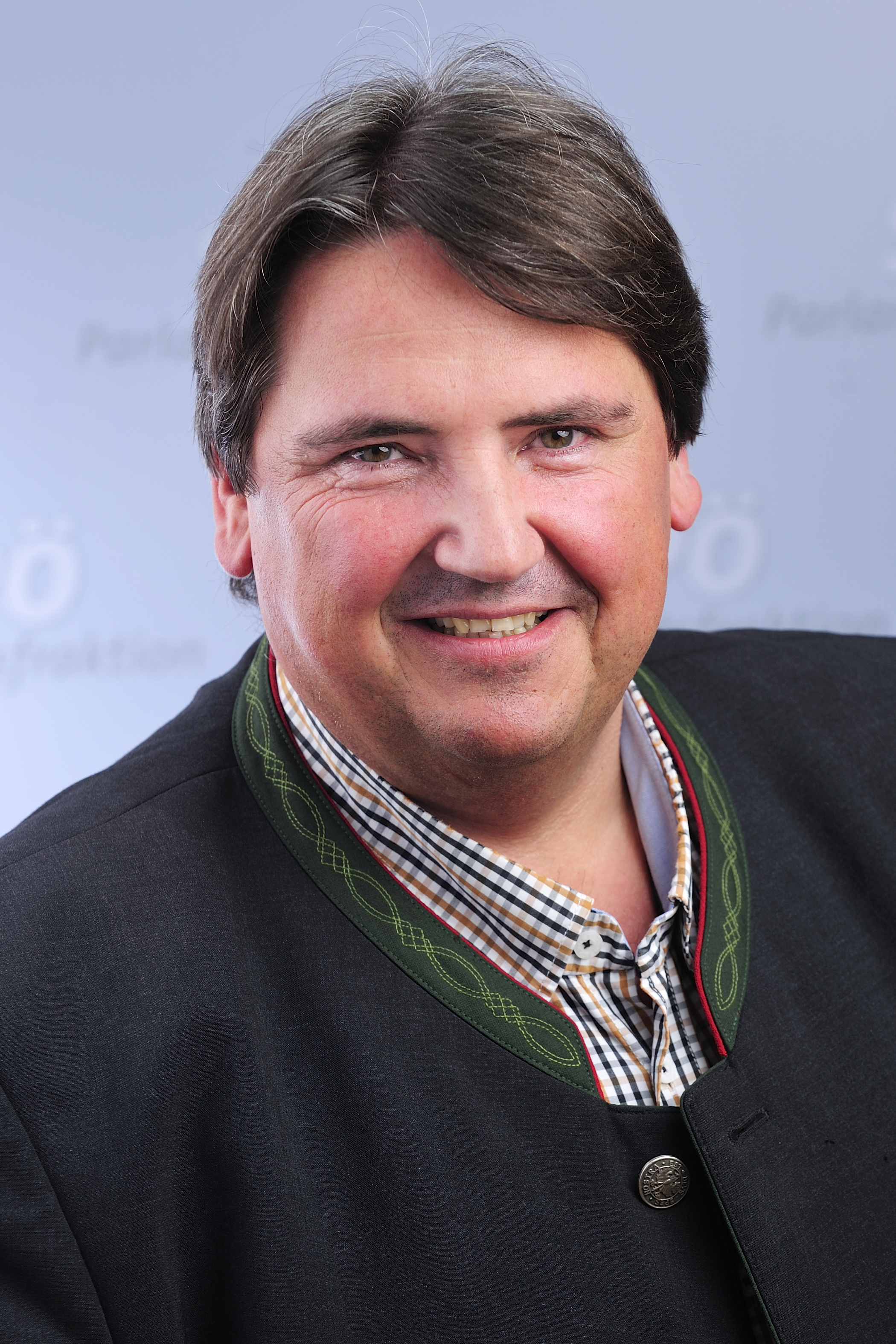
Josef Muchitsch (2014)

Josef „Beppo“ Muchitsch (* 21. August 1967 in Lang, Steiermark) ist ein österreichischer Politiker (SPÖ) und Gewerkschafter der Fraktion Sozialdemokratischer GewerkschafterInnen (FSG). Seit 2006 ist er Abgeordneter zum österreichischen Nationalrat und seit 2014 Bundesvorsitzender der Gewerkschaft Bau-Holz.

## Karriere
Nach Absolvierung der Pflichtschule erlernte Josef „Beppo“ Muchitsch den Beruf des Maurers. Von 1988 bis 1991 besuchte er die höhere technische Bundeslehranstalt Graz und anschließend die Sozialakademie Mödling 1991 bis 1992. Von 1992 bis 2000 war er Sekretär bei der Gewerkschaft Bau-Holz. Mitglied des Gemeinderates von Leibnitz ist Muchitsch seit 1992. Vizebürgermeister (der jüngste in der Steiermark) von Leibnitz war er von 1998 bis 2003.
Seit 2000 ist Muchitsch Landesgeschäftsführer sowie Bundesvorsitzender-Stellvertreter und FSG-Bundesvorsitzender der Gewerkschaft Bau-Holz. Seit 2006 ist Muchitsch Abgeordneter im Nationalrat. Im April 2014 initiierte er gemeinsam mit 15 Partnern die überparteiliche Nachhaltigkeitsinitiative UMWELT + BAUEN. Ein Schwerpunkt seiner Arbeit ist die Bekämpfung von Lohndumping und Sozialbetrug. Er war und ist maßgeblich an der Umsetzung rechtlicher Bestimmungen wie dem Lohn- und Sozialdumping-Bekämpfungsgesetz oder dem Bestbieterprinzip bei öffentlichen Vergaben beteiligt. Letzteres erreichte er mit der Gründung der Initiative „Faire Vergaben sichern Arbeitsplätze“, bestehend aus 3 Fachgewerkschaften, 11 Bundesinnungen, 2 Fachverbänden und 4 weiteren Partnern.
Seit Jänner 2012 ist Muchitsch geschäftsführender Bundesvorsitzender der Gewerkschaft Bau-Holz und wurde am 20. November 2014 zu deren Bundesvorsitzendem gewählt; seit 2017 ist er auch Mitglied im Weltrat der BHI. Seine Tätigkeit umfasste die sozialpartnerschaftliche Umsetzung eines Überbrückungsgeldes für Bauarbeiter im Bereich der BUAK (Bauarbeiter-Urlaubs- und Abfertigungskasse).
Seit Oktober 2015 ist Muchitsch zudem Europas oberster Baugewerkschafter. Muchitsch wurde in Brüssel einstimmig zum neuen Vorsitzenden der Bau-Holz-Internationale Europa (BHI Europa) gewählt – bis 2017. Er ist der erste Österreicher in dieser ehrenamtlichen Funktion.
Muchitsch ist verheiratet und Vater von drei Kindern.

## Kritik
Im Juni 2015 veröffentlichten diverse Medien, dass Muchitsch eine im achten Wiener Bezirk Josefstadt gelegene Sozialbauwohnung des gemeinnützigen Bauträgers Sozialbau bewohnt, die er einem Artikel der Tageszeitung Die Presse zufolge, ohne auf der Warteliste zu stehen und ohne Hauptwohnsitz in Wien, bekommen habe. Es sei dies jedoch rechtlich in Ordnung gewesen. Muchitsch bezahlte für die Wohnung 285,99 Euro Miete inklusive Betriebskosten. Nach eigener Angabe lag sein damaliges Gehalt bei insgesamt 8806 Euro netto, davon würden jedoch noch diverse Parteisteuern abgezogen, die er aber großteils von der Einkommensteuer absetzen könne. Gefragt von der Presse, ob er sich bei der Wohnungssuche in einer ähnlichen Notsituation wie ein arbeitsloser Jugendlicher sah, antwortete er mit: „Ich habe eine Frau und drei Kinder. Ich bezahle sicher nicht tausend Euro für eine Wohnung.“ In Folge der öffentlichen Kritik kündigte Muchitsch an, seinen billigen Mietvertrag aufzulösen.  Am 20. Jänner 2022 konnte er sich wieder einer breiteren Öffentlichkeit in Erinnerung bringen, als er im Nationalrat als einziger Abgeordneter von SPÖ, ÖVP und Grünen zusammen mit der FPÖ gegen das Bundesgesetz über die Impfpflicht gegen COVID-19 stimmte.